# Santiria apiculata
Espèce
Synonymes
- Canarium parciflorum Ridl.[2]

Statut de conservation UICN

 LC  : Préoccupation mineure
Santiria apiculata est une espèce de plantes de la famille des Burseraceae.

## Liste des variétés
Selon Catalogue of Life (12 avril 2019) :
- variété Santiria apiculata var. pilosa
- variété Santiria apiculata var. rubra

## Publication originale
- The Flora of British India 1: 537. 1875.